# Kanu-Verband Baden-Württemberg
Der Kanu-Verband Baden-Württemberg e.V. (KVBW) vertritt die Interessen der Kanu-Vereine in Baden-Württemberg. Der Verein mit Sitz in Stuttgart entstand 2012 aus der Fusion des Badischen Kanu-Verbandes mit dem Kanu-Verband Württemberg. Mit der am 16. August 2012 stattgefundenen Eintragung ins Vereinsregister Stuttgart wurde der Zusammenschluss rechtskräftig.
Der KVBW ist Mitglied im Deutschen Kanu-Verband. Derzeit sind im Verband 108 Vereine organisiert. Die Geschäftsstelle des Kanu-Verbandes Baden-Württemberg befindet sich in Singen am Bodensee.

## Tätigkeitsschwerpunkte

### Freizeitsport
Der Großteil der Mitglieder ist im Kanu-Freizeitsport (insbesondere dem Wildwasserfahren und dem Kanuwandern) aktiv. Der Verband organisiert jährliche Veranstaltungen, die im Sportprogramm des Deutschen Kanu-Verbandes ausgeschrieben werden. Eines der Hauptanliegen des Verbandes ist dabei der Schutz der Gewässer und die Sicherstellung ihrer Nutzungsmöglichkeit für Kanusportler. Angesichts von zahlreichen Befahrungsregelungen aus Naturschutzgründen für die Gewässer Baden-Württembergs bemühen sich die Fachreferenten des KVBW um einvernehmliche Regelungen mit den beteiligten Behörden und konnten so für einige Flussabschnitte für den Kanusport akzeptable Regelungen statt rigoroser Vollsperrungen erzielen.

### Leistungssport
Im Kanu-Leistungssport starten Leistungssportler aus Baden-Württemberg beim  Kanurennsport, Kanuslalom, Kanu-Drachenboot, Kanupolo und Kanu-Freestyle erfolgreich.

### Kanu-Schulung und Trainer-Ausbildung
Die Vereine bieten zahlreiche Kanukurse für Einsteiger und Fortgeschrittene an, an denen zumeist auch Nichtmitglieder teilnehmen können. Dazu gehören auch spezielle Kurse zum Erwerb des fünfstufigen Europäischen Paddel-Passes.
Der KVBW selbst führt Lizenzlehrgänge für Fachübungsleiter und Trainer durch.

### Vereine
Viele der 108 Kanuvereine in Baden-Württemberg sind beim Deutschen Kanu-Verband mit der Auszeichnung „Aktiver Kanuverein“ geführt oder stellen als DKV-Kanustation ihre Bootshäuser und das Vereinsgelände anderen Kanuten zum Übernachten zur Verfügung.

## Präsidium des KVBW
Das Präsidium setzt sich wie folgt zusammen:
- Präsident: Peter Ludwig
- 1. Vizepräsident: Wolfgang Möller
- Vizepräsident Finanzen: Bertold Keller
- Vizepräsident Freizeitsport: Stefan Bühler
- Vizepräsidentin Kanuwandersport: Claudia Funck
- Vizepräsident Leistungssport: Anka Hofmann
- Vizepräsident Jugend: Simon Samenfink